# Olimpia Arozena Torres
Olimpia Arozena Torres (San Cristóbal da Laguna, 1902-Valência, 1971) foi uma das primeiras mulheres que acederam na Universidade de Valência e é a primeira professora que teve esta instituição.

## Biografia
Olimpia Arozena nasceu em San Cristóbal da Laguna, conhecido popularmente como A Laguna, cidade e município pertencente à província de Santa Cruz de Tenerife, na ilha de Tenerife (Canárias, Espanha), o 19 de Julho de 1902.
É na sua cidade natal onde começou os estudos médios e obtém a o seu Bacharelato em 1921. Ao mudar-se com a sua família para Valência, vê-se obrigada a matricular-se, no curso 1925-1926,  na Faculdade de Filosofia e Letras, Secção História, onde obteve o título de licenciada com Prémio Extraordinário em 1929.
Olimpia seguiu no curso 1930-31 e a sua irmã Aurora também se matriculou na Universidade de Valência, mas Aurora fê-lo na Faculdade de Ciências.
Nesse curso Olimpia convertia-se na primeira mulher professora universitária da Universidade de Valência. Desempenhou o trabalho na mesma faculdade de Filosofia e Letras na que tinha estudado, convertendo-se na primeira docente auxiliar na secção de História.
Olimpia, seguiu desenvolvendo seu labor como professora da Faculdade de Filosofia e Letras, desde 1930 até 1966, momento no que se aposentou. Foi  membro do laboratório de Arqueologia desta Universidade.  Sendo a primeira incursão de uma mulher no Laboratório de Arqueologia, à que seguiriam, umas décadas mais tarde, as que têm acabado por se converter em pioneiras da arqueologia valenciana, como Gabriela Martín Ávila, Milagre Gil-Mascarell e Carmen Aranegui.
Também, participou nos trabalhos do Seminário de Filologia Valenciana, durante a Segunda República e a Guerra Civil, que acabou transformando o Instituto de estudos valencianos, tendo trabalhado no famoso seminário tanto Olimpia como Antonio Álvarez Antolino,  e tendo confeccionado entre ambos um ficheiro de vocábulos valencianos.
Depois da guerra civil de 36, Olimpia foi depurada e afastou-se-lhe do ensino público, o que lhe motivou a criar sua própria faculdade de ensino, para o que utilizou seu próprio domicílio particular.  Este labor compartilhou-a com seus estudos para atingir o doutorado, trabalhando uma tese sobre a história de Valência. Em 1949 doutorou-se em Filosofia e Letras com a tese: “Novas contribuições à história de Valência”.
Na década de 1950 conseguiu aceder a uma praça pública num instituto de educação secundária de Castellón da Plana.
Entre suas publicações, pode-se destacar: “Um quadro de San Jerónimo da oficina dos Macip”, publicado na revista da Faculdade de Geografia e História, SAITABI, em 1951, ISSN 0210-9980, Nº. 8, 35-38, 1951, pág. 173-174.
A Universidade de Valência instaurou no ano 2011, um prémio  que se convoca com carácter  bienal, denominado premeio “Género e Docência na Educação Superior ‘Olimpia Arozena Torres’”. Com ele a instituição universitária trata de incentivar a elaboração de materiais e recursos docentes destinados à formação em igualdade e com perspectiva de género, que possam ser utilizados em todas as modalidades da docência. Este prémio enquadra-se dentro do Plano de Igualdade, a Universidade de Valência, através da Unidade de Igualdade, fomentando com isso o valor da igualdade na docência e destacando as contribuições que têm ido realizando ao longo da história, e que seguem contribuindo, as mulheres à instituição universitária. Decidiu-se pôr-lhe o nome de Olimpia Arozena Torres, por ter sido uma das primeiras mulheres que acederam na Universidade de Valência  e a primeira que foi  professora nesta instituição.

## Publicações
- Ou. Arozena, Um quadro de Vicente Juan Macip. Saitabi: revista da Facultat de Geografia i Història, Nº. 1 (3). pg. 6-8, 1942.
- Ou. Arozena, O retrato de Alfonso V de Aragón por Juan de Juanes. Saitabi: revista da Facultat de Geografia i Història, Nº. 7 (31-32). pg. 77-79, 1949.